# Heterochaetella
Heterochaetella är ett släkte av svampar som först beskrevs av Hubert Bourdot, och fick sitt nu gällande namn av Hubert Bourdot och Amédée Galzin. Heterochaetella ingår i familjen Hyaloriaceae, ordningen gelésvampar, klassen Tremellomycetes, divisionen basidiesvampar och riket svampar.
Släktet innehåller bara arten Heterochaetella dubia.